# Кейтеван
Кейтеван — мыс на северо-востоке Охотского моря, в Ямской губе, в северной части полуострова Пьягина.

## Гидроним
Упоминается Степаном Крашенинниковым. Название Кейтеван по структуре близко к корякскому Ӄэйтэйвэнаӈ — «маленькое весло», от уменьшительного префикса ӄэй- + -тэйвэнаӈ — «весло».

## География
Омывается Ямской губой. Юго-восточнее расположена безымянная лагуна, отделённая от губы косой, в которую впадает река Кейтеван.
Средняя величина прилива у мыса — 4 метра. Высочайшая точка — гора Конус высотой 316 метров.